# Bulbul pâle
Alophoixus pallidus
Espèce
Statut de conservation UICN

LC : Préoccupation mineure
Le Bulbul pâle (Alophoixus pallidus) est une espèce asiatique de passereaux de la famille des Pycnonotidae.

## Répartition et sous-espèces
Selon la classification de référence du Congrès ornithologique international (15.1, 2025) :
- A. p. griseiceps (Hume, 1873) — Pegu Yoma ;
- A. p. robinsoni  — chaîne Tenasserim (nord) ;
- A. p. henrici (Oustalet, 1896) — sud-ouest de la Chine et nord de l'Indochine ;
- A. p. pallidus (Swinhoe, 1870) — Hainan ;
- A. p. isani (Deignan, 1956) — nord-est de la Thaïlande ;
- A. p. annamensis (Delacour & Jabouille, 1924) — centre de l'Indochine ;
- A. p. khmerensis (Deignan, 1956) — sud de l'Indochine.

## Dénomination
Ce taxon porte en français le nom vernaculaire ou normalisé suivant : Bulbul pâle.

## Systématique
Le nom valide complet (avec auteur) de ce taxon est Alophoixus pallidus (Swinhoe, 1870).
L'espèce a été initialement classée dans le genre Criniger sous le protonyme Criniger pallidus Swinhoe, 1870,.
Alophoixus pallidus a pour synonymes : Criniger pallidus Swinhoe, 1870.

### Publication originale
- (en) Robert Swinhoe, « On the Ornithology of Hainan », Ibis, Wiley-Blackwell, vol. 6, no 22,‎ avril 1870, p. 230-256 (ISSN 1474-919X et 0019-1019, DOI 10.1111/j.1474-919x.1870.tb05796.x, lire en ligne).